# Cinéma somalien

Un clap aux couleurs du drapeau somalien.

Le cinéma en Somalie désigne l'ensemble des activités liées à l'industrie cinématographique dans le pays. Au départ, les projections publiques étaient principalement des films d'actualités italiennes relatant les événements marquants de la période coloniale. En 1937, le film Sentinelles de bronze a été réalisé en Somalie dans la région de l'Ogaden, avec une majorité d'acteurs somaliens, et a même remporté un prix à la Mostra de Venise. Issue de la riche tradition narrative du peuple somalien, l'industrie cinématographique somalienne a pris son envol au début des années 1960, juste après l'indépendance. Avec la création de la Somali Film Agency (SFA) en 1975, le cinéma local a connu un essor rapide. Les comédies musicales populaires appelées riwaayado étaient à l'époque le pilier de l'industrie cinématographique somalienne. Par la suite, des films épiques, des films historiques et des coproductions internationales ont vu le jour, soutenus par l'avènement de la technologie vidéo et des réseaux de télévision nationaux. Dans les années 1990 et 2000, une nouvelle génération de films axés sur le divertissement, connue sous le nom de Somaliwood, a apporté un vent de fraîcheur à l'industrie cinématographique somalienne en introduisant des scénarios innovants, des stratégies marketing et des techniques de production.

## Histoire

### Années 1910-1950

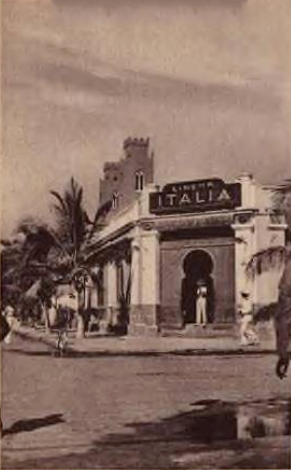
Le Cinema Italia en 1937, la première salle de cinéma de Mogadiscio et de Somalie.

La tradition de raconter des histoires est profondément enracinée dans la culture somalienne. L'engouement pour le cinéma en Somalie représente une forme contemporaine de cette tradition orale séculaire.
Les premières projections publiques de films en Somalie étaient des actualités italiennes montrant les événements importants de l'époque coloniale dans le Somaliland italien. Voici quelques exemples de travaux similaires : Gheledi en Somalie (1913), Somalie italienne (1913), Les beautés de la rivière Nebi en Somalie (1913), Sous la Croix du Sud - Somalie italienne (1926), Visions de la Somalie italienne (1929) et Voyage de Sa Majesté le Roi en Somalie (novembre-décembre 1934) (1934).
Pendant les années 1930 et 1940, les premiers professionnels du cinéma en Somalie ont collaboré avec des équipes italiennes pour réaliser des films sous l'ère fasciste. Parmi ces dernières productions figuraient Dub'aad et Sentinels of Bronze. Le film Sentinelles de bronze ( Sentinelle di bronzo) a été récompensé au Festival de Venise de 1937 comme « Meilleur film colonial italien », remportant une Coupe d'Italie.
Vers la fin des années 1950, il y a eu une collaboration entre la Cinecitta de Rome et les premiers réalisateurs somaliens. Cela a abouti en 1963 à la sortie de Miyi Iyo Magaalo « La campagne et la ville » ou « Ville et village » de Hajji Cagakombe, qui était le premier long métrage somalo-italien.

### Années 1960-1970
Après l'indépendance en 1960, un nombre croissant de sociétés privées de production et de distribution ainsi que de véritables salles de projection ont vu le jour.
En 1961, l’un des premiers longs métrages somaliens à sortir était Love Does Not Know Obstacles de Hussein Mabrouk.
En cette même année, le partenariat entre la Somalie et la Chine, connu sous le nom de La Corne de l'Afrique, est honoré en remportant le prix le plus prestigieux lors du 4e Festival international du film africain qui se tient chaque année à Mogadiscio, la capitale de la Somalie.
Le réalisateur somalien Hadj Mohamed Giumale (Hajji Cagakombe) produira quelques années plus tard le film populaire Miyo Iyo Magaalo (Ville et village),.
En 1966, lui et d'autres réalisateurs somaliens ont aussi contribué de manière significative à la fondation de la Fédération panafricaine des cinéastes (FEPACI).
En 1969, le réalisateur Mohammed Goma Ali sort un autre film intitulé Pastorale et vie urbaine.

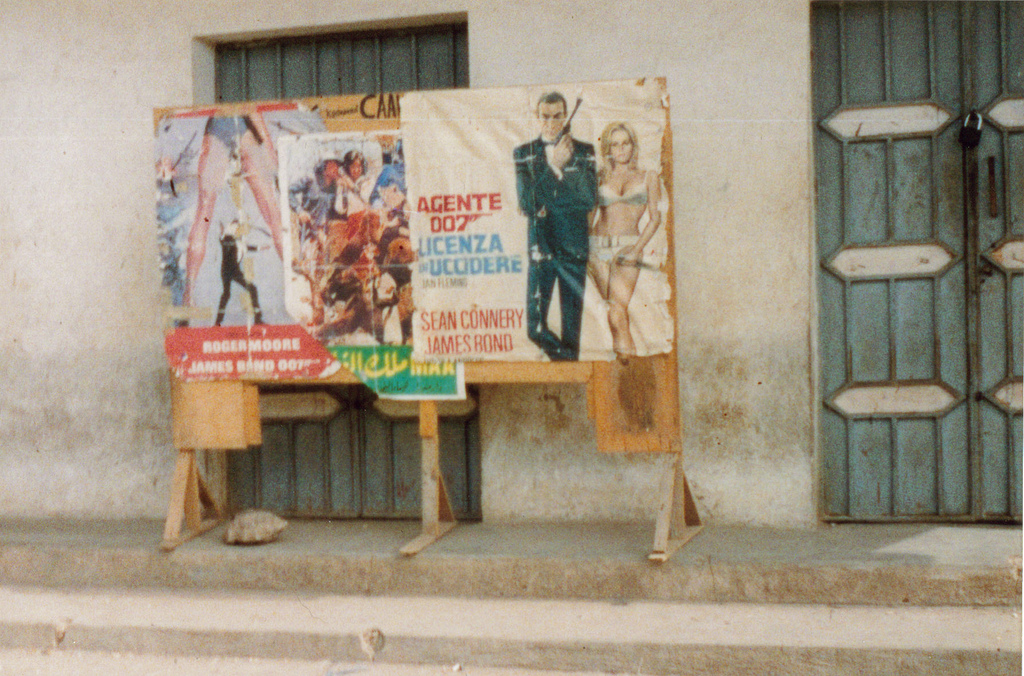
Vieilles affiches de James Bond au coin d’une rue en Somalie.

En 1973, Idriss Hassan Dirie réalise Dan Iyo Xarrago « Réalité et mythe ». L'un des premiers longs métrages, il a été traité dans les studios Technicolor à Rome.
À la suite d'un coup d' État militaire sans effusion de sang en 1969, la production, la distribution et l'importation de films dans le pays ont été nationalisées par le Conseil révolutionnaire suprême nouvellement créé,. Les salles de cinéma privées ont ensuite été remplacées par des salles de cinéma contrôlées par le gouvernement et environ 500 films étaient projetés chaque année.
En 1975, la Somali Film Agency (SFA), l' organisme national de réglementation du cinéma, a été créée. Complément du ministère fédéral de l'Information et de l'Orientation nationale, il est issu de la branche des aides visuelles du ministère. Les tâches de la SFA consistaient notamment à superviser l'importation, la distribution et la censure des films dans le pays. Plus tard, elle a également supervisé la production de longs et courts métrages,,. La majorité des films importés étaient originaires d'Égypte, d'Italie, de l'Union soviétique et d'Allemagne de l'Est. Pour simplifier le processus de traitement et de post-production, la SFA a établi un partenariat de travail avec British Films LTD, une société cinématographique britannique. De 1979 à 1983, Ali Said Hassan, producteur et réalisateur somalien, a représenté la SFA à Rome.
Une nouvelle génération de cinéastes, de directeurs de la photographie et d'ingénieurs du son a émergé, formée pour la plupart en Égypte, en Italie, en Union soviétique, en Allemagne de l'Ouest, en Allemagne de l'Est, en Inde et au Royaume-Uni. Parmi ces artistes du cinéma, on compte Abdi Ali Geedi, Hassan Mohamed Osman, Ibrahim Awad, Ibrahim "Cunshur", Fuad Abdulaziz, Cumar Cabdalla, Mohamed Fiqi et Muxiyadiin Qaliif.
Entre 1970 et 1982, plus de 30 courts métrages, documentaires et actualités ont été réalisés. Produits sur une base hebdomadaire et mensuelle, ils étaient transformés principalement en Égypte et étaient appelés Somaaliya oo Sawir'ah « La Somalie sur la photo ». Ces productions de courts métrages ont été projetées dans 120 salles de cinéma à travers le pays avant que l'attraction principale ne soit projetée.

### Années 1980
Pendant les années 1970 et le début des années 1980, les spectacles musicaux populaires connus sous le nom de riwaayado étaient le principal catalyseur de l'industrie du cinéma en Somalie.

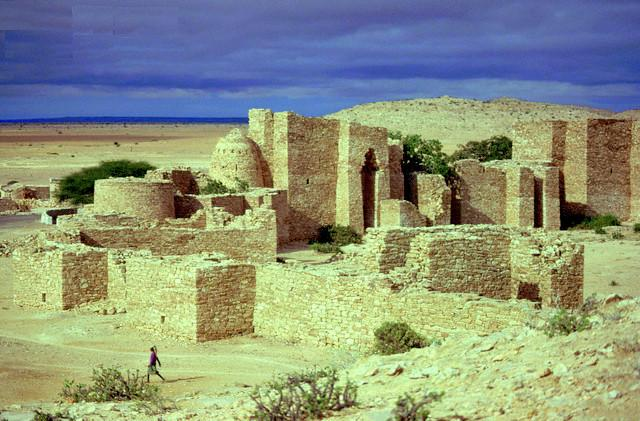
L’ État révolutionnaire des Derviches était un sujet populaire dans les films somaliens des années 1980.

En 1983, sort le long métrage A Somali Dervish, centré sur l'État révolutionnaire des Derviches et sur le principal ecclésiastique influent de Diiriye Guure, Mohammed Abdullah Hassan le « Mollah fou ».
En 1984, Charles Geshekter, spécialiste des études somaliennes, a produit The Parching Winds of Somalia. Tourné en Somalie, le film examine comment les habitants nomades du pays ont réussi à résister aux ravages d'un environnement désertique hostile et à l'empiétement des forces impériales en synthétisant les connaissances du passé, les pratiques musulmanes et la gestion habile du bétail dans une fusion réussie des traditions. valeurs avec des techniques modernes,.
En 1984-1985, le dramaturge et cinéaste somalien Said Salah Ahmed réalise son premier long métrage, The Somali Darwish (alt. The Somalia Dervishes ), avec Amar Sneh comme producteur,. Dotée d'un budget de 1,8 million de dollars, l'épopée de 4 heures et 40 minutes était consacrée à l'État des Derviches. Il a été réalisé en sept langues, à savoir le somali, l'arabe, l'italien, l'anglais et trois dialectes régionaux. Le film mettait en vedette un véritable descendant de Mohammed Abdullah Hassan comme star et mettait en vedette des centaines d'acteurs et de figurants.

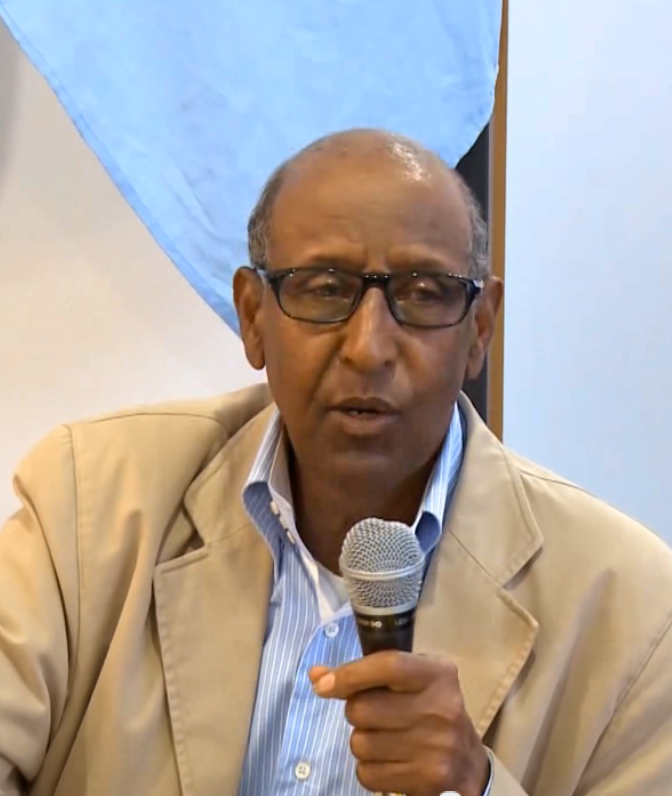
Producteur et réalisateur somalien Ali Said Hassan.

En 1986, le premier court métrage local tourné en vidéo a été publié. Il s'appelait Ciyaar Mood « Ce n'est pas une blague » et a été dirigé par le cinéaste Abdurrahman Yusuf Cartan. Par la suite, plusieurs productions théâtrales indépendantes renommées ont été adaptées en vidéo par Muxiyadiin Qaliif Cabdi et d'autres jeunes réalisateurs somaliens.
En 1987, le réalisateur somalien Abdulkadir Ahmed Said sort un court métrage intitulé Geedka nolosha ou L'Arbre de vie, qui remporte l'année suivante le Prix de la Ville de Turin dans la catégorie Meilleur film - Compétition internationale de courts métrages au Festival international de Jeune cinéma de Turin.
En cette même année, s'est tenu à Mogadiscio le premier Symposium panafricain et arabe du cinéma (Mogpaafis), rassemblant des cinéastes de renom et des experts du cinéma du monde entier, y compris d'autres régions d'Afrique du Nord-Est, du monde arabe, d'Asie et d'Europe. Le festival du film, organisé annuellement à Mogadiscio, était sous l'égide de la Somali Film Agency.
Pendant cette période, la création de réseaux de télévision nationaux a contribué à la croissance des productions somaliennes indépendantes, principalement réalisées en vidéo. Avec une plus grande présence sur le marché intérieur, l'intérêt s'est déplacé des premières traditionnelles en salle de cinéma vers des projections privées. Par conséquent, moins de films étrangers ont été importés dans le pays.

### Années 1990 à aujourd'hui
En 1992, Abdulkadir Ahmed Said sort la coproduction somali-italienne La Conchiglia ( Aleel ). Autre court métrage soucieux de l'environnement, il prédit les effets dévastateurs que le déversement illégal de déchets toxiques par des navires étrangers aurait sur la vie marine locale et sur les pêcheurs qui en dépendaient,.
En 2008, l'écologiste somalienne Fatima Jibrell a écrit et coproduit le court métrage Charcoal Traffic, réalisé par le cinéaste Nathan Collett. Tourné sur place en Somalie, le film utilise un scénario fictif pour sensibiliser le public aux dommages écologiques que la production de charbon de bois peut créer.
En 2011, le Festival du film d'Abou Dhabi a également lancé le fonds de développement et de post-production SANAD destiné aux cinéastes du monde arabe. Dans le but d'encourager le cinéma indépendant et d'auteur, les cinéastes somaliens ont désormais accès à des subventions financières, à des ateliers d'écriture de scénario et de pitch, ainsi qu'à des rencontres personnelles avec des mentors et des experts de l'industrie. En collaboration avec l'organisation de formation professionnelle, de mise en réseau et de développement de projets European Audiovisual Entrepreneurs (EAVE), le Festival international du film de Dubaï propose également aux cinéastes somaliens le groupe Interchange d'ateliers de développement et de coproduction destinés aux réalisateurs, scénaristes et producteurs des grands pays arabes. région.

## Somaliwood

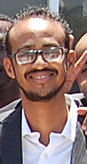
Le cinéaste Abdisalam Aato, leader du mouvement Somaliwood.

Une nouvelle vague de films, axés sur le divertissement et provenant de l'industrie cinématographique somalienne, gagne en popularité parmi les Somaliens, que ce soit en Somalie ou dans la diaspora. Connue sous le nom de Somaliwood, cette nouvelle tendance cinématographique a apporté un vent de fraîcheur à la scène locale en introduisant des histoires captivantes, des techniques de production novatrices et des stratégies publicitaires innovantes. Cela inclut le marketing cross-média, avec des bandes sonores de films mettant en avant des artistes musicaux somaliens renommés. Parmi les films populaires de Somaliwood figurent le thriller slasher Xaaskayga Araweelo en somalien, la comédie d'action Rajo et Warmooge, ainsi que le premier film d'animation somalien. Les jeunes réalisateurs Abdisalam Aato d'Olol Films et Abdi Malik Isak sont à l'avant-garde de cette révolution tranquille. En 2010, le réalisateur somalien Mo Ali sort également Shank, son premier long métrage se déroulant dans un Londres futuriste.

## Festivals
- Symposium du cinéma panafricain et arabe de Mogadiscio (Mogpaafis)
- Festival international du film africain

## Chiffres notables

### Directeurs
- Réalisateurs somaliens (en)

- Fuad Abdulaziz
- Hadj Mohamed Giumale
- Hassan Mohamed Osman
- Hussein Mabrouk
- Ibrahim Awad
- Ibrahim "Cunshur (Unshur)"
- Idil Ibrahim
- Jani Dhere
- Mo Ali
- Mohamed Fiqi
- Mohammed Goma Ali
- Mohiedin Khalief Abdi
- Nabiil Hassan Nur
- Nail Adam
- Omar Abdalla
- Liban Barre
- Saalim Bade
- Said Salah Ahmed (en)

### Acteurs
- Abdi Haybe
- Abdi Muridi Dhere (Ajakis)
- Abdisalan Jimi
- Abdulkadir Mohamed Alasow
- Ciise Jawaan
- Abdulqadir Nurani
- Ali Hiran
- Awkuku
- Fathiya Saleban
- Hakima Aalin
- Halima Hila
- Iikar Jesto
- Ilka'ase
- Iman
- Jad Abdullahi
- Jeyte
- Mahamed Isman Inna
- Maki Haji Banadir
- Marshale
- Odey Abdulle
- Owdaango
- Owkoombe
- Sanqoole
- Soran Abdi Sugule
- Sharif Jeeg
- Uma Jama